# À point

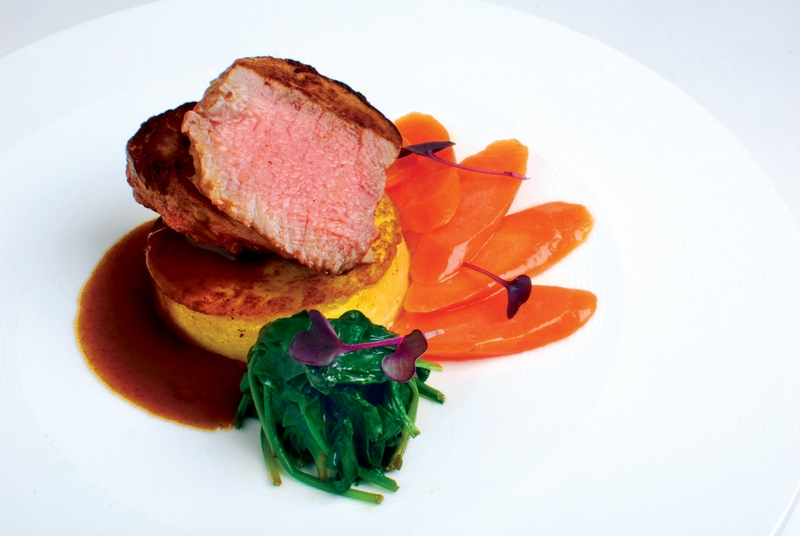
Ein rosa gebratenes Kalbssteak mit Beilagen

À point (französisch „auf den Punkt“; auch medium oder rosa) ist in der internationalen Küchensprache eine Garstufe bei Fleischspeisen.

## Allgemeines
À point ist ein gebratenes Stück Fleisch, sobald es innen rosa und außen braun ist. Der austretende Fleischsaft ist braunrötlich, da das so zubereitete Fleisch noch einen „roten“ Kern besitzt, also das Myoglobin der Muskelzellen noch nicht vollständig geronnen ist. Auch für andere Zutaten wird beim Kochen oft von „à point“ gesprochen.
Das Fleisch wird dazu bei mittlerer Hitze (53 °C bis 60 °C) „auf den Punkt“ gegart. Die richtige Festigkeit kann man mit einer Fingerdruckprobe erkennen: Das Fleisch ist schwach elastisch und hat festere Konsistenz. Der Kern ist circa 50 % rot.